# Gemini (Schiff)
Die Gemini ist ein 1992 als Crown Jewel für die Crown Cruise Line gebautes Kreuzfahrtschiff.

## Geschichte
Das Schiff wurde unter der Baunummer 197 auf der Werft Union Naval de Levante in Valencia für die Crown Cruise Line gebaut. Die Kiellegung des Schiffes fand im Juli 1990, der Stapellauf am 30. Mai 1991 statt. Die Fertigstellung erfolgte im Mai 1992. 
Das Schiff wurde als Crown Jewel in Dienst gestellt und zunächst als Wohnschiff während der Olympischen Spiele in Barcelona genutzt. Ab September 1992 wurde es von der zur Commodore Cruise Line gehörenden Crown Cruise Line für Kreuzfahrten von den USA zu den Bermudas und in die Karibik eingesetzt. Nachdem die Commodore Cruise Line 1993 in finanzielle Schwierigkeiten gekommen war, übernahm Cunard Line den Betrieb der Schiffe der Crown Cruise Line und vermarktete das Schiff unter der Marke Cunard Crown als Cunard Crown Jewel. 1995 wurde das Schiff an Star Cruises verkauft und in SuperStar Gemini umbenannt. Star Cruises setzte das Schiff für Kreuzfahrten ab Singapur ein. Ende 2007 verkaufte Star Cruises das Schiff an die dänische Clipper Group. Das Schiff fuhr aber noch bis Januar 2009 in Charter von Star Cruises.
Im Januar 2009 wurde das Schiff, das eine Charter beim spanischen Kreuzfahrtanbieter Vision Cruceros antreten sollte, in Vision Star umbenannt. Vision Cruceros meldete jedoch noch vor der Aufnahme der Reisen Insolvenz an. Daraufhin wurde das Schiff an den ebenfalls spanischen Kreuzfahrtanbieter Quail Cruises (später Happy Cruises) verchartert und im April des Jahres in Gemini umbenannt. Das Unternehmen stellte im September 2011 den Betrieb ein. Happy Cruises vermarktete das Schiff mit einer Passagierkapazität von 800 Personen und 385 Besatzungsmitgliedern.
Ab Oktober 2011 war das Schiff in Tilbury aufgelegt. 2012 wurde es während der Olympischen Spiele in London vorübergehend als Wohnschiff genutzt und hierfür ins Royal Albert Dock in London verholt.
Von Mitte 2014 bis Ende 2015 wurde das Schiff von Petrofac gechartert und auf den Shetlandinseln als Wohnschiff für Arbeiter genutzt, die mit dem Bau eines Gaswerks in Sullom Voe beschäftigt waren.
Im Anschluss trat das Schiff eine Charter bei der aus Louis Cruises hervorgegangen, zypriotischen Reederei Celestyal Cruises an. Das in Celestyal Nefeli umbenannte Schiff wurde 2016 und 2017 für Kreuzfahrten in der südlichen Ägäis eingesetzt. Nach der im Oktober ausgelaufenen Charter vercharterte die Clipper Group das Schiff an die US-amerikanische Federal Emergency Management Agency, die es nach dem Hurrikan Maria, der auf den Amerikanischen Jungferninseln im September schwere Schäden hinterlassen hatte, neben der Grand Celebration und der Carnival Fascination als Wohnschiff für im Rahmen der Katastrophenhilfe und den Wiederaufbau benötigtes Personal nutzte.
In der Sommersaison 2018 von Anfang Juni bis Mitte September fuhr das Schiff wieder in der Ägäis, diesmal in Charter der türkischen Etstur. Im Frühjahr 2019 wurde das Schiff bis Mitte April ein weiteres Mal als Wohnschiff genutzt, diesmal für Arbeiter, die auf der Navantia-Werft im spanischen Cádiz am Umbau des Kreuzfahrtschiffs Carnival Triumph zur Carnival Sunrise beteiligt waren. Im Anschluss charterte Etstur das Schiff erneut und setzte es von Ende Mai bis Anfang September für Kreuzfahrten in der Ägäis ein.
Seit 2020 nutzt die türkische Reederei Miray Cruises das Schiff im Sommerhalbjahr für Kreuzfahrten von Çeşme in die Ägäis. 2023 war das Schiff für eine von Life At Sea Cruises angebotenen dreijährigen Weltreise vorgesehen, die jedoch schließlich abgesagt wurde. Ab Februar 2023 wurde das Schiff in İskenderun als Wohnschiff für die Unterbringung von Opfern des Erdbebens in der Türkei und Syrien genutzt, nachdem es zuvor ebenfalls als Wohnschiff in Filyos, Zonguldak, für Arbeiter eines Projekts von Turkish Petroleum genutzt worden war.
Schwesterschiff der Gemini ist die 1993 als Crown Dynasty gebaute, heutige Odyssey.

## Technische Daten und Ausstattung
Das Schiff wird von vier Achtzylinder-Viertakt-Dieselmotoren des Herstellers Wärtsilä (Typ: 8R32) mit jeweils 3280 kW Leistung angetrieben. Die Motoren wirken auf zwei Verstellpropeller. Das Schiff ist mit zwei Bugstrahlrudern mit jeweils 750 kW Leistung ausgestattet.
Für die Stromversorgung stehen zwei von Wärtsilä-Dieselmotoren (Typ: 6R32) mit 2100 kW Leistung (2625 kVA Scheinleistung) und ein von einem Wärtsilä-Dieselmotor (Typ: 4R32) mit 1472 kW Leistung (1840 kVA Scheinleistung) angetriebene Siemens-Generatoren sowie ein von einem Wärtsilä-Dieselmotor (Typ: 4R32) mit 1472 kW Leistung angetriebener Siemens-Notgenerator (1840 kVA Scheinleistung) zur Verfügung.
Das Schiff verfügt über neun Decks, von denen die Decks 2 bis 8 für Passagiere zugänglich sind. An Bord befinden sich verschiedene Restaurants und Bars sowie ein Theater. Auf Deck 5 bis 7 befinden sich am Heck offene Deckbereiche. Auf Deck 8 befindet sich ein Sonnendeck mit Pool und Whirlpools. Außerdem sind hier ein Fitnessraum und Wellnessbereich mit Sauna und Massagesalon eingerichtet. Auf Deck 2 ist eine Krankenstation eingerichtet.
Die Passagierkabinen befinden sich auf den Decks 2 bis 4 sowie 6 und 7, die der Besatzung auf den Decks 1 und 2 sowie Offizierskabinen auf Deck 7, auf dem sich auch die Brücke befindet. Küchen- und verschiedene Lagerräume für den Hotelbetrieb sind auf Deck 2 und 3 untergebracht. Die Messen für die Schiffsbesatzung, die auch als Aufenthaltsräume dienen, befinden sich auf Deck 2. Ein weiterer Aufenthaltsraum für die Schiffsbesatzung ist auf Deck 1 eingerichtet.
Die Passagierkapazität des Schiffes beträgt 960 Personen, die in 400 Kabinen untergebracht werden können. Die Anzahl der Besatzungsmitglieder beträgt rund 360 Personen.